# Thalkirchen (métro de Munich)
Thalkirchen (en allemand : U-Bahnhof Thalkirchen) est une station de la ligne U3 du métro de Munich. Elle est située dans le quartier de Thalkirchen, secteur de Thalkirchen-Obersendling-Forstenried-Fürstenried-Solln, à Munich en Allemagne.

## Situation sur le réseau

Plan du métro (2020).

La station se situe dans le quartier de Thalkirchen.

## Histoire
La station ouvre le 28 octobre 1989. Le plafond est conçu de manière similaire à celui de la station Brudermühlstraße. Il a la forme d'un auvent et se compose de panneaux de tôle blancs disposés sur les rails, qui sont interrompus à plusieurs reprises par des jaunes. Les murs derrière la voie sont constitués de carreaux blancs sur lesquels sont peints des images d'animaux, censées rappeler le zoo à proximité. Dans les mezzanines, il y a aussi des images d'animaux sur les murs et des mosaïques au sol. Toutes les fresques sont de l'artiste munichois Ricarda Dietz. La plate-forme est aménagée avec un motif de galets d'Isar, qui sont disposés en diamants, et est éclairée par deux bandes lumineuses qui se trouvent sur le bord de la verrière.

## Services aux voyageurs

### Accès et accueil
La station est si proche de la surface qu'il est accessible par des rampes. À l'extrémité sud, une rampe mène sur une mezzanine dans Isarufer-Park. À l'extrémité nord, la Zennerstraße est accessible après un portique.

### Intermodalité
La station est en correspondance avec la ligne d'omnibus 135.